# Makame

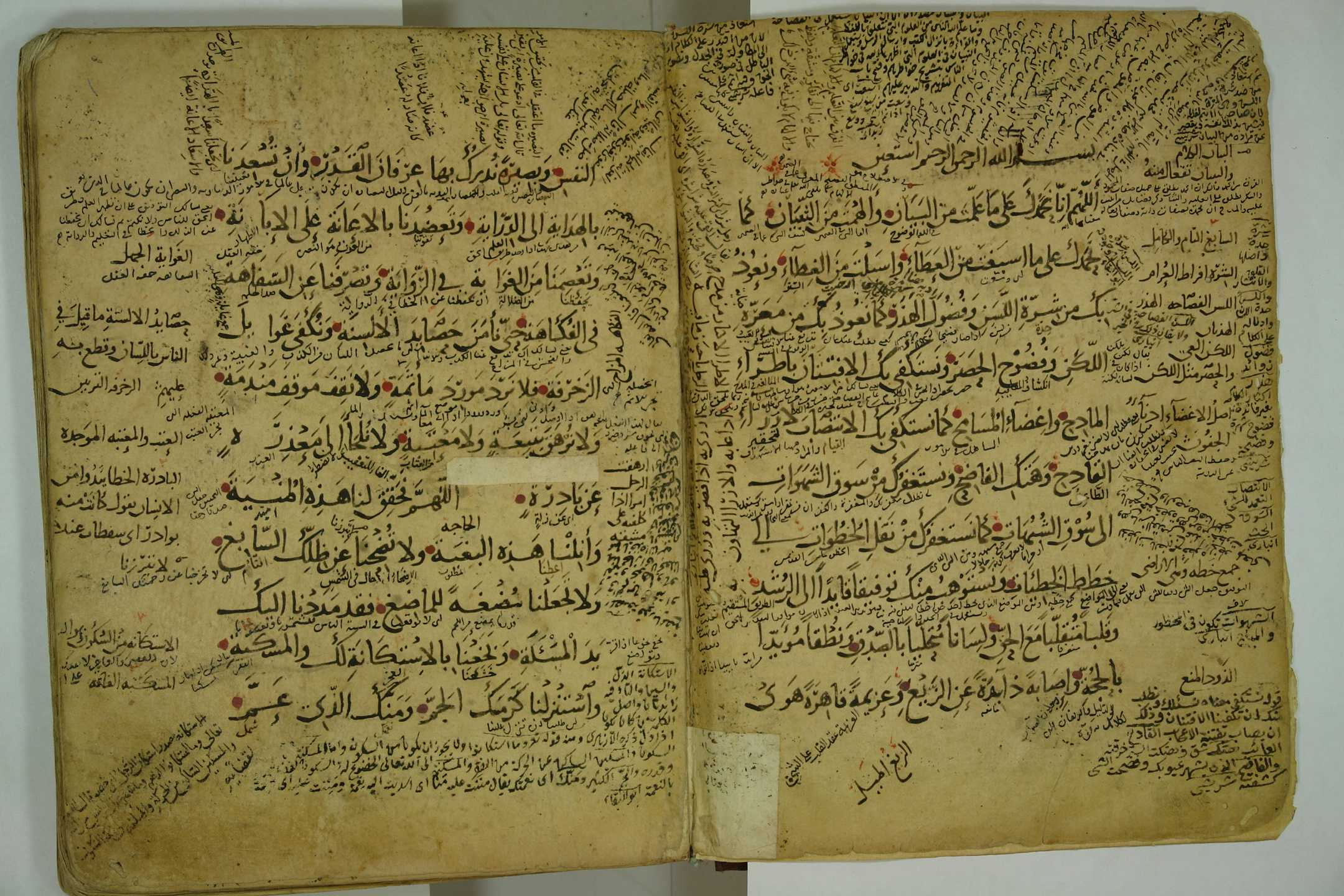
Makame des al-Hariri.

Die Makame (von arabisch مقامة Maqama, DMG maqāma, deutsch „Unterhaltung“, Plural maqāmāt) ist eine Gattung der arabischen Literatur. Formal zeichnet sie sich durch die Verwendung von Reimprosa (arabisch Sadschʿ), d. h. von Reim im Prosatext, aus.
Inhaltlich sind typische Merkmale einer Makame das Auftreten eines Helden (Schelm oder „Trickster“) in bestimmten Konfliktsituationen. In der Regel versucht dieser, durch verschiedene Listen zu Geld, Essen etc. zu kommen. Am Schluss der Makame steht häufig eine Art Wiedererkennungsszene, in welcher der Erzähler den „Helden“ erkennt, bevor dieser Abschied nimmt. Sowohl die Ereignisse als auch die Figuren sind rein fiktiv, was für die klassische arabische Literatur ungewöhnlich ist.
Erfinder des literarischen Genres ist  al-Hamadhani im 10. Jahrhundert. Als Grundlagen diente ihm die klassische adab-Literatur, unter anderem die sog. Bettleransprachen.
Einer der wichtigsten Verfasser von Makamen ist neben al-Hamadhani sein Imitator al-Hariri (11.–12. Jh.), dessen Makamen einen schematischeren Aufbau aufweisen als die seines Vorgängers. Seine Makamen zeichnen sich zudem durch eine rhetorisch anspruchsvolle Sprache aus. Das Werk von Hariri ist im deutschen Sprachraum vor allem durch die Nachdichtung von Friedrich Rückert bekannt geworden.
Makame bilden die textliche Grundlage des mittelalterlichen arabischen Schattenspiels (chayāl az-zill).
Im 19. Jahrhundert, im Zuge der sog. nahda-Bewegung, spielte die Makame eine wichtige Rolle bei der Entwicklung neuer literarischer Formen, die letztlich zur Entstehung des modernen arabischen Romans führte. Kontrovers diskutiert ist die Frage, inwiefern Aḥmad Fāris aš-Šidyāqs „as-Sāq ʿalā s-sāq“ als Makame anzusehen ist.
In der hebräischen Literatur wird die Gattung als „Machberet“ (מחברת) bezeichnet. Zu den bekanntesten Verfassern von Machberot gehören Jehuda Alcharizi („Sefer Tachkemoni“) und Immanuel ha-Romi („Machberot Immanuel“).
Eine „Makame von der großen Korruption“ hat Friedrich Dürrenmatt in seine Komödie Der Mitmacher (UA 1973, Neufassung 1980) eingebaut.